# Том Вотсон (футбольний тренер)
Том Во́тсон (англ. Tom Watson; квітень 1859 — 6 травня 1915) — англійський футбольний тренер. У кінці XIX та на початку XX століть тренував клуби «Сандерленд» і «Ліверпуль». Вотсон — тренер, який найдовше керував «Ліверпулем» за всю історію клубу.

## Кар'єра
Том Вотсон керував «Сандерлендом» протягом шести сезонів, починаючи з 1889 року. Під його керівництвом почав виступати в чемпіонаті Футбольної ліги, клуб виграв три чемпіонських титули (1891, 1893 і 1895) і ще один раз фінішував другим (1894). Вотсон і до цього дня залишається найуспішнішим тренером «Сандерленда» за всю його історію.
З 1896 і по 1915 роки Вотсон очолював «Ліверпуль» і став тренером, який найдовше керував клубом. З «червоними» Том двічі став чемпіоном Англії (1901 і 1906). Він також залишається одним з небагатьох тренерів в історії, які вигравали титул чемпіона Першого дивізіону на наступний рік після перемоги у Другому дивізіоні. 1914 року він вперше вивів «Ліверпуль» у фінал кубка Англії, в якому клуб поступився «Бернлі» з рахунком 0:1.

## Досягнення
«Сандерленд»
- Чемпіон Англії (1891, 1893, 1895)

«Ліверпуль»
- Чемпіон Англії (1901, 1906)
- Володар Суперкубок шерифа Лондона (1906)